# イスパノアメリカ
| 50% | 20% | 5% |
| 30% | 10% | 2% |

イスパノアメリカ諸国（濃い緑）とその他の地域のスペイン語話者の比率

イスパノアメリカ（スペイン語: Hispanoamérica）は、スペイン語話者が居住しているアメリカ大陸の国家を表す厳密な地域区分である。
これら諸国は文化的共通性を相互の諸国およびスペインと分かち合っており、これらはかつてスペインの植民地ないし副王領だったことによる。これら諸国では、スペイン語は国民大多数の主要言語か、グアラニー語、ケチュア語、アイマラ語、マヤ諸語、ナワトル語、マプチェ語などのインディオの言語と共に使用される言語となっている。ローマ・カトリックが支配的な宗教である地域でもある。
「イスパノアメリカ」の用語は、イスパノアメリカとブラジルからなる「イベロアメリカ」とコントラストを成し、ポルトガル語圏アメリカは「ポルトガルによるアメリカ大陸の植民地化」として歴史書でも言及される。 イスパノアメリカの用語はまた、通常イベロアメリカと同義語とみなされるが、フランス語圏アメリカ諸地域（ハイチ、マルティニーク、グアドループ、ケベックなど）を含むために峻別される「ラテンアメリカ」ともコントラストを成す。

## イスパノアメリカ構成国
| 国             | 人口（人）  | 面積（km²） | 統計年月日     |
| -------------- | ----------- | ----------- | -------------- |
| アルゼンチン   | 44,044,811  | 2,766,890   | 2017年7月1日   |
| ボリビア       | 11,145,800  | 1,098,581   | 2017年7月1日   |
| チリ           | 17,574,003  | 756,950     | 2017年4月19日  |
| コロンビア     | 49,291,544  | 1,141,748   | 2017年6月30日  |
| コスタリカ     | 4,947,481   | 51,000      | 2017年6月30日  |
| キューバ       | 11,239,224  | 110,861     | 2016年12月31日 |
| ドミニカ共和国 | 10,169,172  | 48,730      | 2017年7月1日   |
| エクアドル     | 16,777,000  | 256,370     | 2017年7月1日   |
| エルサルバドル | 6,581,940   | 21,040      | 2017年6月30日  |
| グアテマラ     | 16,548,200  | 108,890     | 2016年6月30日  |
| ホンジュラス   | 8,721,014   | 112,492     | 2017年7月1日   |
| メキシコ       | 119,530,753 | 1,972,550   | 2015年3月15日  |
| ニカラグア     | 6,327,927   | 129,494     | 2016年6月30日  |
| パナマ         | 4,098,135   | 75,571      | 2017年7月1日   |
| パラグアイ     | 6,953,647   | 406,752     | 2017年7月1日   |
| ペルー         | 31,151,643  | 1,285,220   | 2015年6月30日  |
| プエルトリコ※  | 3,411,307   | 9,104       | 2016年7月1日   |
| ウルグアイ     | 3,493,200   | 176,215     | 2017年6月30日  |
| ベネズエラ     | 31,431,164  | 916,445     | 2017年6月30日  |
| 合計           | 403,437,965 | 11,444,903  |                |

※アメリカ合衆国領
相対的に、アングロアメリカ（アメリカ合衆国とカナダ）の人口は約3億3700万人であり、ブラジルの人口は1億9200万人である。カナダの面積は998万4670 km²、アメリカ合衆国の面積は982万6630 km²なのでアングロアメリカ全体では1981万1300 km²となり、ブラジルの面積は851万1965 km²となる。
| 州                 | 人口（人） | 総人口比（%） |
| ------------------ | ---------- | ------------- |
| ニューメキシコ州   | 860,687    | 44.0          |
| カリフォルニア州   | 13,074,155 | 35.9          |
| テキサス州         | 8,385,118  | 35.7          |
| アリゾナ州         | 1,803,377  | 29.2          |
| ネバダ州           | 610,051    | 24.4          |
| フロリダ州         | 3,642,989  | 20.1          |
| コロラド州         | 934,410    | 19.7          |
| ニューヨーク州     | 3,139,590  | 16.3          |
| ニュージャージー州 | 1,364,699  | 15.6          |
| イリノイ州         | 1,888,439  | 14.7          |

## イスパノアメリカの旗

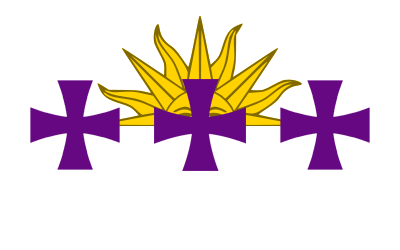
イスパニダード（スペイン系人）の旗 標語: Justicia, Paz, Unión y Fraternidad ("正義、平和、統一、友愛")

比較的には知られていないものの、イスパノアメリカの人民、歴史、文化的遺産の共有を象徴する旗が存在する。
この旗は1933年10月にウルグアイ軍のアンヘル・カンブロール大尉によって制定された。旗はイスパノアメリカの全諸国に、同年ウルグアイのモンテビデオで開催されたパン＝アメリカ会議（汎米会議）の中で採択された。

## 脚註
1. ↑  All of the following dictionaries only list "Spanish America" as the name for this cultural region. None list "Hispanic America." All list the demonym for the people of the region discussed in this article as the sole definition, or one of the definitions, for "Spanish American". Some list "Hispanic," "Hispanic American" and "Hispano-American" as synonyms for "Spanish American." (All also include as a secondary definition for these last three terms persons residing in the United States of Hispanic ancestry.) The American Heritage Dictionary of the English Language (3rd ed.) (1992). Boston: Houghton Mifflin. ISBN 0-395-44895-6. Merriam-Webster's Collegiate Dictionary (11th ed.) (2003). Springfield: Merriam-Webster. ISBN 0-877-79807-9. The Random House Dictionary of the English Language (2nd ed.) (1987). New York: Random House. ISBN 0-394-50050-4. Shorter Oxford English Dictionary on Historical Principles (2007). New York: Oxford University Press. ISBN 978-0-19-920687-2. Webster's New Dictionary and Thesaurus (2002). Cleveland: Wiley Publishing. ISBN 978-0-471-79932-0
2. ↑  "Hispanic America" is used in some older works such as Charles Edward Chapman's 1933 Colonial Hispanic America: A History and 1937 Republican Hispanic America: A History (both New York: The Macmillan Co.); or translated titles that faithfully reproduce Hispanoamérica, such as Edmund Stephen Urbanski (1978), Hispanic America and its Civilization: Spanish Americans and Anglo-Americans, Norman: University of Oklahoma Press.
3. ↑  “CIA - The World Factbook -- Field Listing - Languages”. 2009年4月11日閲覧。
4. ↑  “CIA - The World Factbook -- Field Listing - Religions”. 2009年4月11日閲覧。
5. ↑  "Latin America" The Free Online Dictionary (American Heritage Dictionary of the English Language, 2000, 4th ed. Houghton Mifflin Company. Updated in 2003.)
6. ↑  City Population閲覧日：2018年5月3日
7. ↑  ジャマイカやトリニダード・トバゴやガイアナ、ベリーズを付け加えることも可能であるが、小アンティル諸島の国まで含めると非常に煩瑣になるため、ここでは除外することにする。
8. ↑  CIA. “Field Listing-Population”. The World Factbook.   Central Intelligence Agency (中央情報局). 2008年6月14日閲覧。
9. ↑  CIA. “Field Listing-Area”. The World Factbook.   Central Intelligence Agency. 2008年6月14日閲覧。
10. ↑  “Fact Sheet 2006 American Community Survey”.   United States Census Bureau (アメリカ合衆国国勢調査局). 2008年6月24日閲覧。
11. 1 2  Raeside, Rob (ed.) (1999年10月11日). “Flag of the Race”. Flags of the World. 2006年12月23日閲覧。